# Eupithecia lata
Eupithecia lata är en fjärilsart som beskrevs av András Vojnits 1981. Eupithecia lata ingår i släktet Eupithecia och familjen mätare. Inga underarter finns listade i Catalogue of Life.